# Paula Soria
Paula Soria Gutiérrez (Orihuela, 31 januari 1993), spelersnaam Paula, is een Spaanse beachvolleybalspeler. Ze werd vijf keer Spaans kampioen en nam eenmaal deel aan de Olympische Spelen.

## Carrière

### 2010 tot en met 2021
Paula nam tussen 2010 en 2014 aan verschillende Europese en wereldkampioenschappen voor junioren deel. In 2010 bereikte ze met zowel Ángela Lobato als María Martínez de kwartfinales van respectievelijk de WK onder 19 en de EK onder 18 in Porto. Het jaar daarop eindigde ze met Martínez als negende bij de WK onder 19 in Umag. Met Raquel Brun werd ze in 2012 zevende bij de EK onder 20 in Hartberg en een jaar later vierde bij de WK onder 21 in Umag. Met Lobato won Paula dat jaar zilver bij de EK onder 22 in Varna achter Nina Betschart (tegenwoordig Nina Brunner) en Anouk Vergé-Dépré uit Zwitserland. Van 2014 tot en met 2016 vormde Paula een team met Lobato. Het eerste jaar debuteerde het duo in de FIVB World Tour, waar ze aan drie toernooien deelnamen. Bij de Anapa Open bereikten ze de halve finales en verloren ze de wedstrijd om het brons van Jevgenija Oekolova en Marija Prokopjeva. Bij de WK onder 23 in Mysłowice eindigden ze op een vijfde plaats. Het daaropvolgende seizoen deden ze mee aan acht internationale toernooien met als beste resultaat een vijfde plaats in Praag. In Klagenfurt namen ze voor het eerst deel aan de Europese kampioenschappen voor de senioren en verloren ze in de tussenronde van het Zwitserse tweetal Joana Heidrich en Nadine Zumkehr. Bij de Europese Spelen in Bakoe werden ze in de kwartfinale uitgeschakeld door de latere winnaars Nina Betschart en Nicole Eiholzer. In Fuengirola werden Paula en Lobato voor het eerst Spaans kampioen door Clara Lozano en Nazaret Florián in de finale te verslaan. In 2016 speelden ze zes kwalificatietoernooien in de World Tour en drongen ze in Sotsji en Klagenfurt door tot het hoofdtoernooi. Bij de EK in Biel/Bienne was de groepsfase na drie nederlagen het eindstation. In eigen land prolongeerden ze hun nationale titel tegen Lozano en Florián.
Het jaar daarop speelde Paula met Elsa Baquerizo. Ze werden Spaans kampioen door Lobato en Amaranta Navarro in de finale te verslaan. Bij de EK in Jūrmala bereikten ze de achtste finale die verloren werd van het Letse tweetal Tina Graudina en Anastasija Kravčenoka. Van 2018 tot en met 2021 vormde Paula een team met María Belén Carro. Het eerste seizoen deed het duo mee aan vier toernooien in de mondiale competitie. Ze wonnen zilver bij de 1-ster-toernooien van Manilla en Bangkok en eindigden als vijfde in Satun. Bij de wereldstudentenkampioenschappen in München wonnen ze de zilveren medaille achter de Canadese zussen Megan en Nicole McNamara en in Fuengirola werd Paula met Carro voor de vierde keer op rij nationaal kampioen. Het seizoen daarop kwamen ze bij tien internationale toernooien tot een vierde plaats in Kuala Lumpur en een negende plaats in Qinzhou. Bij de EK in Moskou strandden ze na een overwinning en twee nederlagen in de groepsfase en in eigen land werden ze vice-kampioen achter Lobato en Amaranta. In het najaar van 2019 kwamen ze tot twee negende plaatsen (Qinzhou en Chetumal) in de World Tour. Bij de EK van 2020 in Jūrmala verloren Paula en Carro in de tussenronde van het Finse tweetal Riikka Lehtonen en Niina Ahtiainen. Het jaar daarop boekten ze in bij het 1-ster-toernooi van Madrid hun eerste toernooizege. Bij de overige vijf internationale toernooien waar ze aan deelnamen, kwamen ze tot een zeventiende plaats in Cancun. In Wenen bereikten ze de achtste finale van de EK, waar ze werden uitgeschakeld door Ksenija Dabizja en Svetlana Cholomina uit Rusland. Bij de Spaanse kampioenschappen won Paula met Carro voor de vijfde keer de nationale titel.

### 2022 tot en met 2025
In 2022 speelde Paula met Sofía González. Ze deden dat jaar mee aan zeven toernooien in de Beach Pro Tour – de opvolger van de World Tour. Ze wonnen het Future-toernooi van Madrid en eindigden als vierde bij het Challenge-toernooi van Espinho. Bij de EK in München verloren ze in de achtste finale van Menia Bentele en Anouk Vergé-Dépré. Bij de nationale kampioenschappen eindigden ze als tweede achter Carro en Lobato. Vervolgens vormde Paula twee seizoenen een team met Liliana Fernández. Het eerste jaar nam het duo deel aan dertien toernooien in de mondiale competitie. Ze wonnen de Future-toernooien van Madrid en Bujumbura en bereikten de kwartfinales van de Challenge-toernooien in Saquarema en Goa. Bij de EK in Wenen verloren ze in de achtste finale van Nina Brunner en Tanja Hüberli. Bij de wereldkampioenschappen in Tlaxcala werden Paula en Liliana in de zestiende finale uitgeschakeld door de Duitsers Svenja Müller en Cinja Tillmann. Bij de Spaanse kampioenschappen won Paula met Liliana opnieuw zilver achter Carro en Lobato. In 2024 kwamen ze bij tien toernooien in de Beach Pro Tour in actie. Ze wonnen een bronzen medaille in Stare Jabłonki en behaalden vier vijfde plaatsen (Recife, Saquarema, Guadalajara en Xiamen). Via de laatste plek op de olympische ranglijst plaatste het duo zich voor de Olympische Spelen in Parijs. Daar bereikten ze de achtste finale die ze verloren van Brunner en Hüberli. Na afloop van de Spelen beëindigde Liliana haar sportieve carrière, waarna Paula in 2025 opnieuw een team vormt met Carro. Ze wonnen dat jaar een zilveren medaille bij het Future-toernooi van Valencia.

## Palmares
Kampioenschappen
- 2013:  EK U22
- 2015:  NK
- 2016:  NK
- 2017:  NK
- 2018:  NK
- 2019:  NK
- 2021:  NK
- 2022:  NK
- 2023:  NK

FIVB World Tour
- 2018:  1* Manilla
- 2018:  1* Bangkok
- 2021:  1* Madrid

Beach Pro Tour
- 2022:  Madrid Future
- 2023:  Madrid Future
- 2023:  Bujumbura Future
- 2024:  Stare Jabłonki Challenge
- 2025:  Valencia Future